# Mary Murphy (actrice)
Pour les articles homonymes, voir Mary Murphy.
Mary Murphy (26 janvier 1931 - 4 mai 2011) est une actrice américaine qui a joué au cinéma et à la télévision dans les années 1950, 1960 et 1970. Elle naquit à Washington, et passa la plus grande partie de son enfance à Cleveland dans l'Ohio. Son père, James Victor Murphy, mourut en 1940. Peu de temps après, elle et sa mère s'installèrent en Californie du Sud. Peu de temps après sa sortie du lycée, à la fin des années 1940, elle signa avec la Paramount Pictures pour paraitre dans des films. Elle mourut d'une maladie cardiaque le 4 mai 2011 à Beverly Hills à l'âge de quatre-vingts ans.

## Carrière
Elle attira d'abord l'attention en 1953, quand elle joua le rôle d'une jeune fille qui tente de faire perdre ses mauvaises habitudes à Marlon Brando dans L'Équipée sauvage. L'année suivante, elle parut avec Tony Curtis dans Beachhead, et l'année suivante elle était la fille de Fredric March dans le thriller La Maison des otages, où Humphrey Bogart tenait aussi un premier rôle. Elle partagea l'affiche avec l'acteur-réalisateur Ray Milland dans son Western A Man Alone. Parmi ses apparitions à la télévision, elle tint en 1962 le rôle-titre d'Eleanor Corbin, l'accusée dans l'épisode de Perry Mason, « The Case of the Glamorous Ghost ». Elle parut également dans des dizaines d'autres séries télévisées comme The Lloyd Bridges Show, I Spy, Au-delà du réel et L'Homme de fer. Elle fut longtemps absente du grand écran avant de jouer en 1972 avec Steve McQueen dans le film de Sam Peckinpah Junior Bonner, le dernier bagarreur. Elle avait pris sa retraite dans les années 1980.

## Filmographie

### Cinéma
- 1951 : Le Môme boule-de-gomme (The Lemon Drop Kid) de Sidney Lanfield et Frank Tashlin :
- 1951 : La Part du jeu (Darling, How Could You!) de Mitchell Leisen : Sylvia
- 1951 : Le Choc des mondes (When Worlds Collide) de Rudolph Maté : Student
- 1951 : Espionne de mon cœur (My Favorite Spy) de Norman Z. McLeod : Manicurist
- 1952 : Convoi de femmes (Westward the Women) de William A. Wellman : Pioneer Woman
- 1952 : La Polka des marins (Sailor Beware) de Hal Walker : Girl
- 1952 : Aaron Slick from Punkin Crick (en) de Claude Binyon : Girl in bathtub
- 1952 : Le Vol du secret de l'atome (Atomic City) de Jerry Hopper
- 1952 : Un amour désespéré (Carrie) de William Wyler : Jessica Hurstwood
- 1952 : Le Cran d’arrêt (The Turning Point) de William Dieterle : Secretary
- 1953 : Saïgon, l'enfer pour deux flics (Off Limits) de George Marshall : WAC
- 1953 : Houdini le grand magicien (Houdini) de George Marshall : Girl
- 1953 : Main Street to Broadway de Tay Garnett : Mary Craig
- 1953 : L'Equipée sauvage (The Wild One) de László Benedek : Kathie Bleeker
- 1954 : La Patrouille infernale (Beachhead) de Stuart Heisler : Nina Bouchard
- 1954 : Ultime sursis (Make Haste to Live) de William A. Seiter : Randy Benson
- 1954 : Le tueur porte un masque (The Mad Magician) de John Brahm : Karen Lee
- 1954 : Sitting Bull de Sidney Salkow : Kathy Howell
- 1955 : Les Îles de l'enfer (Hell's Island) de Phil Karlson : Janet Martin
- 1955 : La Maison des otages (The Desperate Hours) de William Wyler : Cindy Hilliard
- 1955 : L'Homme traqué (en) (A Man Alone) de Ray Milland : Nadine Corrigan
- 1956 : La Horde sauvage (The Maverick Queen) de Joseph Kane : Lucy Lee
- 1956 : L'Étrangère intime (en) (The Intimate Stranger) de Joseph Losey : Evelyn Stewart
- 1958 : Escapement (en) de Montgomery Tully et David Paltenghi : Ruth Vance
- 1958 : Live Fast, Die Young (en) de Paul Henreid : Kim Winters (la narratrice)
- 1959 : Crime & Punishment, USA (en) de Denis Sanders : Sally
- 1962 : Two Before Zero de William D. Faralla
- 1962 : Des ennuis à la pelle (40 Pounds of Trouble) de Norman Jewison : Liz McCluskey
- 1965 : Harlow, la blonde platine (Harlow) de Gordon Douglas : Sally Doane
- 1972 : Junior Bonner, le dernier bagarreur (Junior Bonner) de Sam Peckinpah : Ruth Bonner

### Télévision
- 1961 : The Investigators (série TV) : Maggie Peters (1961)
- 1972 : Footsteps (TV) : Martha Hagger
- 1974 : I Love You, Goodbye de Sam O'Steen (TV) : Pam Parks
- 1974 : The Stranger Who Looks Like Me (en) (TV) : Mrs. Quayle
- 1974 : Born Innocent (TV) : Miss Murphy
- 1975 : Katherine (TV) : Miss Collins